# Jon Kalinski
Jonathon „Jon“ Kalinski (* 25. Mai 1987 in Bonnyville, Alberta) ist ein ehemaliger kanadischer Eishockeyspieler, der im Verlauf seiner aktiven Karriere zwischen 2005 und 2013 unter anderem 22 Spiele für die Philadelphia Flyers in der National Hockey League (NHL) auf der Position des linken Flügelstürmers bestritten hat. Darüber hinaus absolvierte Kalinski weitere 279 Partien in der American Hockey League (AHL).

## Karriere

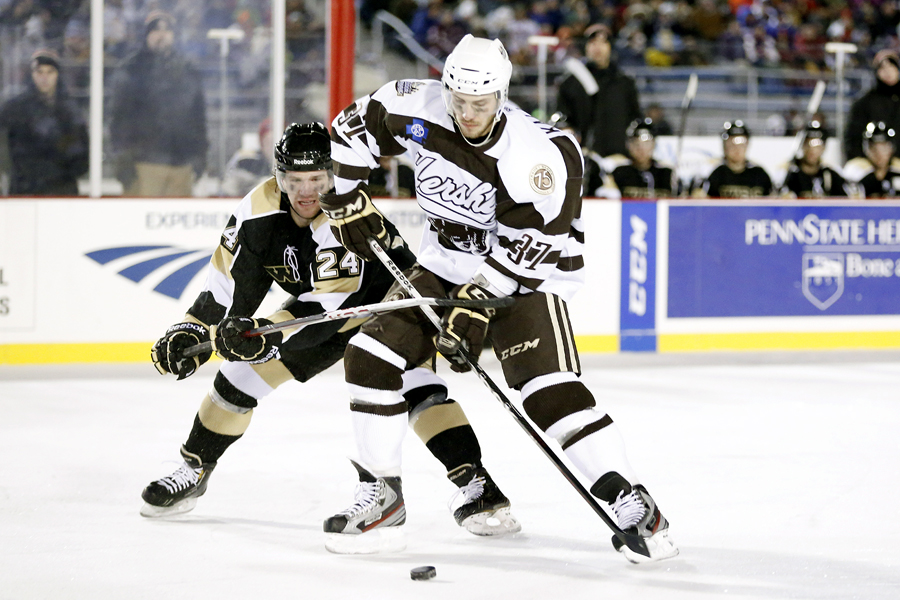
Kalinski (rechts) im Trikot der Hershey Bears (2013)

Kalinski begann seine Karriere als Eishockeyspieler in seiner Heimatstadt bei den Bonnyville Pontiacs, für die er von 2003 bis 2005 in der Alberta Junior Hockey League (AJHL) aktiv war. Anschließend lief der Kanadier – parallel zu seinem Studium – drei Jahre lang für das Eishockeyteam der Minnesota State University Mankato im Spielbetrieb der National Collegiate Athletic Association (NCAA) auf. In dieser Zeit wurde er beim NHL Entry Draft 2007 in der sechsten Runde als insgesamt 152. Spieler von den Philadelphia Flyers aus der National Hockey League (NHL) ausgewählt.
Kalinski blieb noch ein weiteres Jahr im Universitätsteam und wurde gegen Ende der Saison 2007/08 in den Kader der Philadelphia Phantoms aus der American Hockey League (AHL), dem Farmteam der Flyers, aufgenommen. Dort gab er sein Debüt im professionellen Eishockey und spielte noch fünfmal in der regulären Saison. In den Playoffs absolvierte Kalinski zehn weitere Partien für die Phantoms. Am 21. November 2008 wurde Kalinski erstmals von den Flyers in deren NHL-Kader berufen und absolvierte zunächst zwei Partien in der NHL. Am 18. Februar 2012 transferierten ihn die Flyers gemeinsam mit einem konditionalen Zweitrunden- sowie einem Viertrunden-Wahlrecht im NHL Entry Draft 2013 im Austausch für Pavel Kubina zu den Tampa Bay Lightning.
Bei deren AHL-Kooperationspartner Norfolk Admirals beendete der Abwehrspieler die Spielzeit 2011/12. Zur Saison 2012/13 schloss sich Kalinski als Free Agent den Hershey Bears aus der AHL an. Am Ende des Spieljahres beendete der 26-Jährige seine aktive Karriere vorzeitig.

## Karrierestatistik
(Legende zur Spielerstatistik: Sp oder GP = absolvierte Spiele; T oder G = erzielte Tore; V oder A = erzielte Assists; Pkt oder Pts = erzielte Scorerpunkte; SM oder PIM = erhaltene Strafminuten; +/− = Plus/Minus-Bilanz; PP = erzielte Überzahltore; SH = erzielte Unterzahltore; GW = erzielte Siegtore; 1 Play-downs/Relegation; Kursiv: Statistik nicht vollständig)